# 遺傳物質
遺傳物質是生物用來儲存遺傳訊息的物質，也是亲代与子代之间传递遺傳信息的物质。目前已知的所有生物中，幾乎全部都以DNA為遺傳物質分子，少數如部份病毒，則以RNA作為遺傳物質。除此之外，過去科學家曾經以為生物的遺傳物質為蛋白質。確認DNA為遺傳物質的實驗為赫希-蔡斯實驗。
但也有科学家认为蛋白质也可以充当遗传物质，如仅由蛋白质构成的朊病毒（但现在已知它不是病毒，而是仅由蛋白质构成的致病因子）。